# Rhynchoglossum omeiense
Rhynchoglossum omeiense är en tvåhjärtbladig växtart som beskrevs av Wen Tsai Wang. Rhynchoglossum omeiense ingår i släktet Rhynchoglossum och familjen Gesneriaceae. Inga underarter finns listade i Catalogue of Life.